# Emma Justine Farnsworth
Emma Justine Farnsworth (16 octobre 1860 - 23 janvier 1952) est l'une des premières photographes américaines avec Berenice Abbott, Dorothea Lange, Margaret Bourke-White, Diane Arbus, Imogen Cunningham, Gertrude Kasebier et Julia Margaret Cameron.

## Collections
- Little Lad Jamie, 1895
- Die Kunst in der Photographie, 1898

## Expositions
- Camera Club of New York, 1897
- Exposition universelle, Paris, 1900